# Kolleg Schöneberg
Das Kolleg Schöneberg ist eine staatliche Einrichtung des Zweiten Bildungswegs im Berliner Ortsteil Schöneberg. Sie ermöglicht es jungen Erwachsenen, die im Ersten Bildungsweg kein Abitur gemacht haben, dieses in drei bis dreieinhalb Jahren nachzuholen.
Zum Kolleg kommen Menschen, die bereits einen Beruf erlernt und in diesem gearbeitet haben, einen Haushalt geführt und Kinder aufgezogen haben oder wegen persönlichen Schicksalsschlägen die Schule auf dem Ersten Bildungsweg abbrechen mussten.
Am Kolleg Schöneberg werden die gleichen Inhalte vermittelt und die gleichen Ziele verfolgt wie in der Oberstufe eines Gymnasiums, allerdings angepasst an die erwachsenen Lernenden mit deren deutlich längerer Lebens- und Berufserfahrung und entsprechend höheren Reflexionsfähigkeit.
Es gelten die gleichen Lehrpläne wie in den Jahrgangsstufen 10, 11 und 12 an Gymnasien, bzw. 11, 12 und 13 an den integrierte Sekundarschulen. Auch die Abiturprüfung am Kolleg entspricht jener am Gymnasium.

## Drei Phasen bis zum Abitur
Es gibt im Zweiten Bildungsweg drei Ausbildungsschritte: den sechsmonatigen Vorkurs, die einjährige Einführungsphase (die der 11. Klasse eines G9-Gymnasiums entspricht) und die zweijährige Kursphase.
Der Vorkurs hat die Funktion, dabei zu helfen, wieder in schulisches Lernen hineinzufinden, was nach einigen Jahren Pause manchmal etwas Zeit benötigt. Es werden in den Fächern Mathematik, Deutsch, Englisch und Spanisch Grundlagen aus der Sekundarstufe I wiederholt.
In der Einführungsphase wird das gesamte Spektrum des Fächerangebots angeboten, es dient der Orientierung, welche Schwerpunktsetzungen für die Kursphase geeignet erscheinen.
Die Kursphase wird auch Qualifikationsphase genannt. Sie dauert zwei Jahre und ist in vier Semester eingeteilt (Q1-4). Diese vier Semester entsprechen der klassischen gymnasialen Oberstufe und werden jeweils einzeln benotet. Die Noten der vier Semester fließen zu zwei Dritteln in die Abiturnote ein, die Abiturprüfungen tragen dann das letzte Drittel zum Notendurchschnitt bei.

## Förderung
Der Besuch des Kollegs Schöneberg ist kostenlos. Die  Lehrmittel werden gestellt.
Die Ausbildung am Kolleg wird nach den Regularien des Schüler-BAföGs gefördert, dessen Besonderheit darin besteht, dass es Menschen unabhängig vom Einkommen der Eltern zusteht und nicht zurückgezahlt werden muss.
Alle Kollegiatinnen und Kollegiaten, die vor Vollendung des 30. Lebensjahres in die Einführungsphase des Kollegs eintreten, werden maximal vier Jahre nach dem Bundesausbildungsförderungsgesetz elternunabhängig gefördert. Der Besuch des Vorkurses wird in der Regel elternabhängig gefördert.

## Das Gebäude
Das heutige Gebäude des Kolleg Schöneberg in der Nürnberger Straße 63, 10787 Berlin ist ein denkmalgeschütztes Jugendstilgebäude aus dem Jahr 1904. Besonders hervorzuheben ist die liebevoll restaurierte Aula mit originalgetreuen Jugendstil-Stuckelementen und außergewöhnlichen Wandgestaltungen, die die verschiedensten schulischen Fächer gestalterisch darstellen.
Das Gebäude gehörte damals zum Bezirk Charlottenburg und war mit dem Ziel erbaut worden, eine höhere Mädchenschule zu eröffnen. Vermutlich gegen 1908 erhielt die Schule den Namen Auguste-Viktoria-Schule.
In der Zeit Weimarer Republik wurden in dem Mädchengymnasium fortschrittliche reformpädagogische Konzepte umgesetzt. Die berühmteste Schülerin der  Auguste-Viktoria-Schule ist Marlene Dietrich, die diese von 1907 bis 1914 besuchte.

## Geschichte
Das Kolleg Schöneberg hat wie fast alle Kollegs der Republik seinen Ursprung in den großen Bildungsreformen Anfang der 1970er Jahre. Auf der Suche nach Wegen die soziale Mobilität in Westdeutschland zu erhöhen, engagierten sich viele Politiker, Abgeordnete und vor allem Direktoren der Charlottenburger, Schöneberger und Kreuzberger Volkshochschulen dafür, ein Angebot für erwachsene Menschen zu organisieren. Bis heute gehören die Kollegs Berlins daher zu den Volkshochschulen ihrer Bezirke. Der Zweite Bildungsweg sollte der damaligen Direktorin der Volkshochschule Charlottenburg, Dr. Beul, zufolge das „Bürgerrecht auf Bildung“ realisieren, „mit dem die persönliche Revision früherer, meist fremdgesteuerter Entscheidungen“ möglich werden sollte.
Das erklärte Ziel war es, eine „Schule für  Erwachsene“ zu kreieren, die dem ersten Bildungsweg „gleichwertig“, aber dennoch nicht „gleichartig“ sei. Im August 1971 begannen die ersten Abiturlehrgänge im Abendunterricht an der VHS Schöneberg.
Sie dauerten damals sieben Semester und die Hochschulreife wurde im sogenannten Stufenabitur in zwei Teilen abgelegt. Im Fach Mathematik und im ersten Wahlpflichtfach wurde man am Ende des fünften Semesters, in allen anderen Fächern am Ende des siebten Semesters geprüft.
Das Angebot im Erwachsenenalter das Abitur nachzuholen, hat offensichtlich besonders viele Frauen angesprochen, der erste Jahrgang der Abendlehrgänge bestand zu zwei Dritteln aus Frauen.
Als Unterrichtsgebäude stand in den Abendstunden zunächst die Sophie-Scholl-Schule in der Elßholzstraße zur Verfügung.
Nach fünf Jahren – 1977 – bekam das Projekt „Abiturlehrgänge“ der VHS-Schöneberg neue Räumlichkeiten und zwar in der Paul-Natorp-Schule in der Goßlerstraße in Friedenau.
1980 wurde erneut umgezogen: in das Schulgebäude des Oberstufenzentrums in der Klixstraße (heute Anna-Freud-Schule, Fachschule für Sozialpädagogik).
In das eigene Jugendstilgebäude in der Nürnberger Straße 63 ging es im Jahr 1981. Inzwischen hatten sich die Abiturlehrgänge in Vollzeitunterricht nach dem bis heute üblichen Kurssystem gewandelt. Dies ging mit einer Erweiterung des Fächerangebotes um Kunst, Geschichte, Sport und Geographie einher.
Seit einem halben Jahrhundert haben inzwischen Hunderte von erwachsenen Menschen ihr Abitur am Kolleg Schöneberg gemacht.
Organisatorisch gehört das Kolleg Schöneberg zur VHS Albert Einstein des Bezirks Schöneberg-Tempelhof. Das Gebäude wird vormittags bis in den Nachmittag hinein für den Tagesbetrieb des Kollegs genutzt, abends und an vielen Samstagen finden dann Veranstaltungen der VHS Schöneberg statt.

## Bekannte ehemalige Kollegiatinnen und Kollegiaten
Sven Ottke (* 1967), Boxer
Cihan Ayaz (Abitur 2013)